# Tocón (botánica)

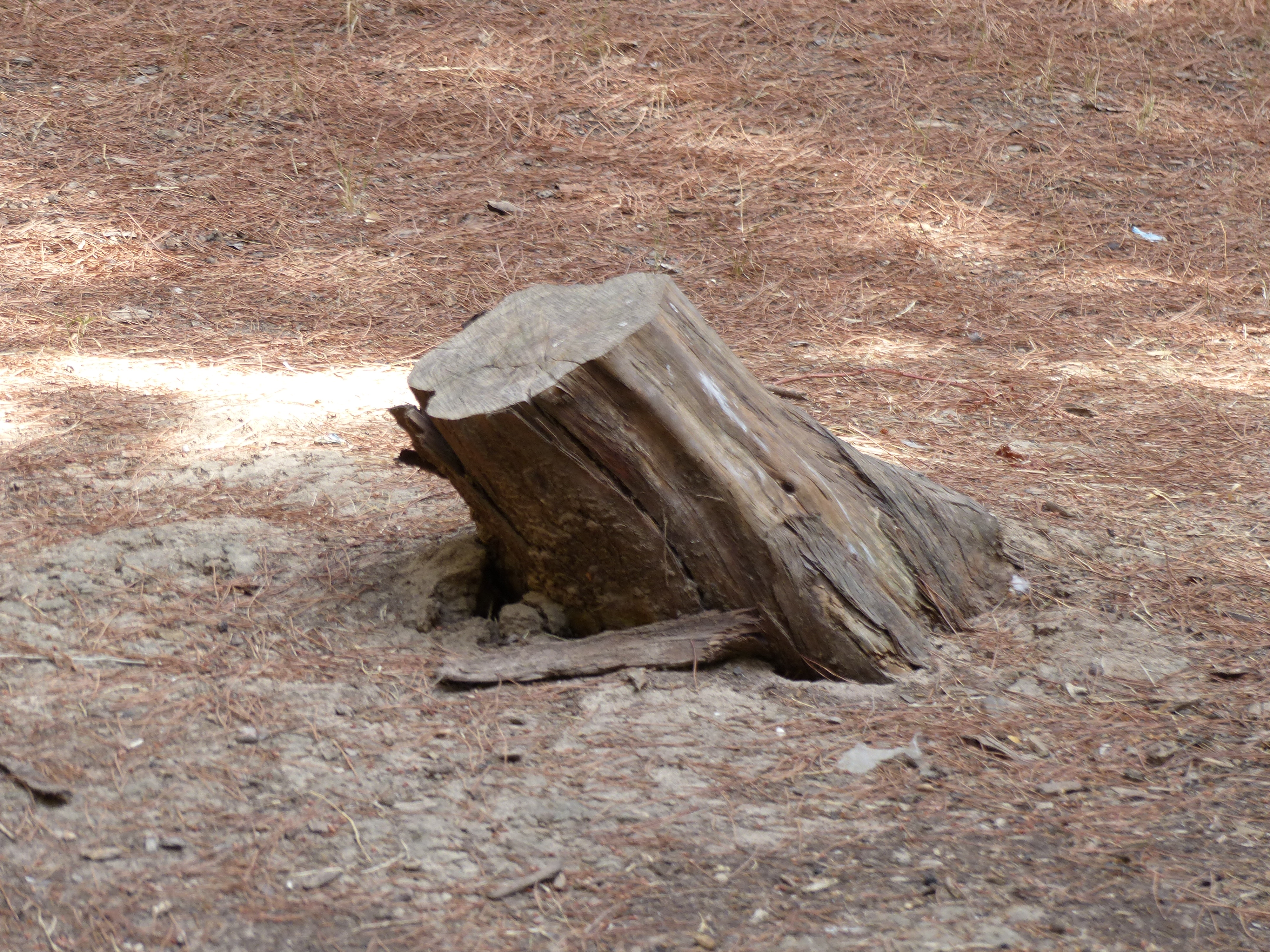
Tocón en medio de un pinar.

En botánica, un tronco (palabra proveniente de tueco, y esta a su vez de la onomatopeya toc, tuc) (también tronca, tueca,troncón,zueca, zoca,o chueca) es la sección de tronco que queda en el suelo unida a la raíz cuando el corte se realiza cercano a su base Cortar por el pie una masa de árboles se denomina talar; en cambio, cortar o quitar las ramas superfluas para que después se desarrollen con más vigor se denomina podar.